# Stroudsburg
Stroudsburg is een plaats (borough) in de Amerikaanse staat Pennsylvania, en valt bestuurlijk gezien onder Monroe County.

## Demografie
Bij de volkstelling in 2000 werd het aantal inwoners vastgesteld op 5756.
In 2006 is het aantal inwoners door het United States Census Bureau geschat op 6350, een stijging van 594 (10.3%).

## Geografie
Volgens het United States Census Bureau beslaat de plaats een oppervlakte van
4,7 km², waarvan 4,6 km² land en 0,1 km² water. Stroudsburg ligt op ongeveer 155 m boven zeeniveau.

## Plaatsen in de nabije omgeving
De onderstaande figuur toont nabijgelegen plaatsen in een straal van 12 km rond Stroudsburg.

## Geboren in Stroudsburg
- John Dengler (1927-1994), jazzmusicus
- Byron Lichtenberg (1948), astronaut